# Cantón de Saint-Fulgent
El cantón de Saint-Fulgent era una división administrativa francesa, que estaba situada en el departamento de Vandea y la región de Países del Loira.

## Composición
El cantón estaba formado por ocho comunas:
- Bazoges-en-Paillers
- Chauché
- Chavagnes-en-Paillers
- La Copechagnière
- La Rabatelière
- Les Brouzils
- Saint-André-Goule-d'Oie
- Saint-Fulgent

## Supresión del cantón de Saint-Fulgent
En aplicación del Decreto nº 2014-169 de 17 de febrero de 2014, el cantón de Saint-Fulgent fue suprimido el 22 de marzo de 2015 y sus 8 comunas pasaron a formar parte del nuevo cantón de Montaigu.